# HD 41047
HD 41047, eller HR 2131, är en ensam stjärna i den mellersta delen av stjärnbilden Duvan. Den har en skenbar magnitud av ca 5,52 och är svagt synlig för blotta ögat där ljusföroreningar ej förekommer. Baserat på parallax enligt Gaia Data Release 3 på ca 4,8 mas, beräknas den befinna sig på ett avstånd på ca 670 ljusår (ca 207 parsek) från solen. Den rör sig bort från solen med en heliocentrisk radialhastighet på ca 19 km/s.

## Egenskaper
HD 41047 är en röd till orange jättestjärna av spektralklass K5 III, som befinner sig på den röda jättegrenen. Den har en massa som är ca 1,8 solmassor, en radie som är ca 49 solradier och har ca 500 gånger solens utstrålning av energi från dess fotosfär vid en effektiv temperatur av ca 3 700 K.